# If You Gotta Go, Go Now
If You Gotta Go, Go Now (a volte titolato con l'aggiunta (Or Else You Got To Stay All Night)) è una canzone scritta da Bob Dylan nel 1964. La prima versione pubblicata negli Stati Uniti era un singolo del gruppo britannico The Liverpool Five del luglio 1965. Un'altra band inglese, i Manfred Mann, incise la canzone come singolo nel settembre 1965; questa versione ha raggiunto il secondo posto nelle classifiche delle hit del Regno Unito.

## La versione di Dylan
Dylan ha iniziato la registrazione di If You Gotta Go, Go Now il 13 gennaio 1965, durante la prima sessione di Bringing It All Back Home. Delle due tracce acustiche completate, nessuna è stata utilizzata per inserirla nell’album. Dylan ha registrato di nuovo la canzone il 15 gennaio, producendo quattro take. Il 21 maggio 1965, il produttore Tom Wilson porta diversi musicisti non identificati a sovraincidere le registrazioni del 15 gennaio. Da queste sessioni di overdubbing sono state infine pubblicate due tracce: la numero 5, pubblicata come singolo nei Paesi Bassi nel 1967, e la numero 7, incisa su The Bootleg Series Volumes 1-3 (Rare & Unreleased) 1961-1991 nel 1991.
Il singolo di Dylan uscito nei Paesi Bassi non entrò nelle classifiche musicali. Nessuna versione di If You Gotta Go, Go Now è stata rilasciata negli Stati Uniti o nel Regno Unito fino alla comparsa della serie dei bootleg, che, come già detto, presentava una versione diversa della canzone. Il brano, in forma acustica e dal vivo, appare anche su The Bootleg Series Vol. 6: Bob Dylan Live 1964, Concert at Philharmonic Hall.
Altre versioni del 1965-1966 vennero incluse nelle edizioni deluxe o da collezione di The Bootleg Series Vol. 12: The Cutting Edge 1965–1966.

## La versione dei Fairport Convention
La band inglese dei Fairport Convention ha portato la canzone in classifica anche se in un modo insolito: il gruppo ha tradotto parzialmente If You Gotta Go, Go Now in francese con il titolo Si Tu Dois Partir. Registrato per l'album Unhalfbricking, il brano è stato pubblicato come singolo nel 1969. Divenne l'unico singolo dell’album e raggiunse il 21º posto delle hit, rimanendo nella classifica britannica per nove settimane.

## Altre versioni
- Camaleonti - versione italiana Non sperarlo più, con testo italiano di Luigi Menegazzi e Domenico Serengay (1966)
- Johnny Hallyday – versione francese Maintenant ou jamais (EP, 1966)
- Rick Nelson & The Stone Canyon Band, singolo del lato A (1970)
- The Flying Burrito Brothers in Burrito Deluxe (1970)
- Cowboy Junkies, Southern Rain CD, Single RCA – 06192-10616-2 Canada   (1992)
- J. Tillman, tributo di Subterranean Homesick Blues (2010)